# Futbol'nyj Klub Amkar Perm' 2012-2013
Questa voce raccoglie le informazioni riguardanti l'Amkar Perm nelle competizioni ufficiali della stagione 2012-2013.

## Rosa
| N. |                       | Ruolo | Calciatore           |
| -- | --------------------- | ----- | -------------------- |
| 1  | Russia (bandiera)     | P     | Roman Gerus          |
| 2  | Grecia (bandiera)     | A     | Nikos Karelīs        |
| 3  | Serbia (bandiera)     | D     | Nikola Mijailović    |
| 4  | Ucraina (bandiera)    | D     | Serhij Haraščenkov   |
| 5  | Russia (bandiera)     | C     | Vitalij Grišin       |
| 6  | Serbia (bandiera)     | C     | Marko Blažić         |
| 7  | Bulgaria (bandiera)   | C     | Georgi Peev          |
| 8  | Russia (bandiera)     | A     | Sergej Volkov        |
| 10 | Russia (bandiera)     | C     | Aleksej Rebko        |
| 11 | Russia (bandiera)     | A     | Pavel Ignatovič      |
| 13 | Montenegro (bandiera) | C     | Mitar Novaković      |
| 17 | Estonia (bandiera)    | C     | Konstantin Vassiljev |
| 19 | Russia (bandiera)     | C     | Aleksandr Kolomejcev |
| 21 | Russia (bandiera)     | D     | Dmitrij Belorukov    |
| 22 | Russia (bandiera)     | D     | Andrej Semёnov       |
| 23 | Russia (bandiera)     | D     | Ivan Čerenčikov      |

| N. |                               | Ruolo | Calciatore               |
| -- | ----------------------------- | ----- | ------------------------ |
| 24 | Kazakistan (bandiera)         | D     | Alekseý Popov            |
| 26 | Slovacchia (bandiera)         | A     | Martin Jakubko           |
| 27 | Russia (bandiera)             | C     | Vadim Gagloev            |
| 32 | Paesi Bassi (bandiera)        | C     | Gianluca Nijholt         |
| 33 | Russia (bandiera)             | D     | Naim Šarifi              |
| 43 | Russia (bandiera)             | A     | Evgenij Tjukalov         |
| 50 | Russia (bandiera)             | D     | Michail Olegovič Smirnov |
| 57 | Russia (bandiera)             | P     | Aleksandr Selichov       |
| 63 | Russia (bandiera)             | A     | Stanislav Matjaš         |
| 66 | Russia (bandiera)             | C     | Artur Rjabokobylenko     |
| 83 | Moldavia (bandiera)           | A     | Igor Picușceac           |
| 85 | Slovacchia (bandiera)         | C     | Michal Breznaník         |
|    | Macedonia del Nord (bandiera) | A     | Marko Simonovski         |
|    | Russia (bandiera)             | A     | Aleksandr Prudnikov      |
|    | Ucraina (bandiera)            | D     | Bohdan Butko             |
|    | Camerun (bandiera)            | D     | Benoît Angbwa            |

## Risultati

### Campionato
| San Pietroburgo 22 luglio 2012 1ª giornata | Zenit San Pietroburgo | 2 – 0 referto | Amkar Perm' | Stadio Petrovskij |

| Perm' 28 luglio 2012 2ª giornata | Amkar Perm' | 3 – 1 referto | CSKA Mosca | Stadio Zvezda |

| Machačkala 5 agosto 2012 3ª giornata | Anži | 1 – 0 referto | Amkar Perm' | Stadio Dinamo |

| Perm' 12 agosto 2012 4ª giornata | Amkar Perm' | 0 – 0 referto | Mordovija | Stadio Zvezda |

| Samara 20 agosto 2012 5ª giornata | Kryl'ja Sovetov Samara | 0 – 2 referto | Amkar Perm' | Stadio Metallurg (Samara) |

| Perm' 26 agosto 2012 6ª giornata | Amkar Perm' | 2 – 2 referto | Krasnodar | Stadio Zvezda |

| Vladikavkaz 1 settembre 2012 7ª giornata | Alanija Vladikavkaz | 1 – 1 referto | Amkar Perm' | Respublikanskij stadion Spartak |

| Perm' 17 settembre 2012 8ª giornata | Amkar Perm' | 3 – 2 referto | Volga Nižnij Novgorod | Stadio Zvezda |

| Chimki 22 settembre 2012 9ª giornata | Dinamo Mosca | 3 – 2 referto | Amkar Perm' | Arena Chimki |

| Perm' 29 settembre 2012 10ª giornata | Amkar Perm' | 1 – 3 referto | Spartak Mosca | Stadio Zvezda |

| Kazan' 7 ottobre 2012 11ª giornata | Rubin | 0 – 1 referto | Amkar Perm' | Stadio Centrale di Kazan' |

| Perm' 21 ottobre 2012 12ª giornata | Amkar Perm' | 0 – 1 referto | Terek Groznyj | Stadio Zvezda |

| Mosca 26 ottobre 2012 13ª giornata | Lokomotiv Mosca | 1 – 2 referto | Amkar Perm' | Stadio Lokomotiv |

| Perm' 3 novembre 2012 14ª giornata | Amkar Perm' | 0 – 3 referto | Kuban' | Stadio Zvezda |

| Rostov sul Don 9 novembre 2012 15ª giornata | Rostov | 3 – 0 referto | Amkar Perm' | Stadio Olimp-2 |

| Mosca 18 novembre 2012 16ª giornata | CSKA Mosca | 3 – 0 referto | Amkar Perm' | Stadio Lužniki |

| Perm' 26 novembre 2012 17ª giornata | Amkar Perm' | 1 – 2 referto | Anži | Stadio Zvezda |

| Saransk 3 dicembre 2012 18ª giornata | Mordovija | 1 – 1 referto | Amkar Perm' | Start Stadion |

| Perm' 8 dicembre 2012 19ª giornata | Amkar Perm' | 0 – 2 referto | Kryl'ja Sovetov Samara | Stadio Zvezda |

| Krasnodar 8 marzo 2013 20ª giornata | Krasnodar | 2 – 1 referto | Amkar Perm' | Stadio Kuban' |

| Perm' 16 marzo 2013 21ª giornata | Amkar Perm' | 5 – 1 referto | Alanija Vladikavkaz | Stadio Zvezda |

| Nižnij Novgorod 31 marzo 2013 22ª giornata | Volga Nižnij Novgorod | 1 – 1 referto | Amkar Perm' | Stadio Lokomotiv |

| Perm' 5 aprile 2013 23ª giornata | Amkar Perm' | 1 – 1 referto | Dinamo Mosca | Stadio Zvezda |

| Mosca 14 aprile 2013 24ª giornata | Spartak Mosca | 2 – 0 referto | Amkar Perm' | Stadio Lužniki |

| Perm' 19 aprile 2013 25ª giornata | Amkar Perm' | 1 – 1 referto | Rubin | Stadio Zvezda |

| Groznyj 27 aprile 2013 26ª giornata | Terek Groznyj | 2 – 1 referto | Amkar Perm' | Achmat-Arena |

| Perm' 5 maggio 2013 27ª giornata | Amkar Perm' | 2 – 4 referto | Lokomotiv Mosca | Stadio Zvezda |

| Krasnodar 11 maggio 2013 28ª giornata | Kuban' | 4 – 0 referto | Amkar Perm' | Stadio Kuban' |

| Perm' 17 maggio 2013 29ª giornata | Amkar Perm' | 3 – 2 referto | Rostov | Stadio Zvezda |

| Perm' 26 maggio 2013 30ª giornata | Amkar Perm' | 0 – 0 referto | Zenit San Pietroburgo | Stadio Zvezda |

### Coppa di Russia
| Chabarovsk 25 settembre 2012 Sedicesimi di finale | SKA-Ėnergija | 2 – 1 referto | Amkar Perm' | Stadion SKA DVO im. V. I. Lenina |